# Chiesa dei Santi Margherita e Matteo
La chiesa dei Santi Margherita e Matteo si trova a Siena.

## Storia e descrizione
L'esterno, che presentava motivi aggettanti settecenteschi, fu rimaneggiato intorno al 1930, con l'aggiunta di un corpo sulla destra; il profilo a capanna della facciata, con il parato a mattoni, è appena mosso dall'occhio circolare con una vetrata moderna e dal portale sormontato da una lunetta.
L'assetto interno ha mantenuto gli altari settecenteschi con le rispettive pale, tra le quali la Decollazione del Battista di Cesare Amidei (1796).
Dietro l'altare maggiore, è la statua in terracotta policromata di Santa Margherita di Giacomo Cozzarelli. Nella sagrestia si conserva lo stendardo della Compagnia del Rosario dipinto da Lorenzo Feliciati con la Madonna del Rosario e San Matteo e l'angelo.